# Little Gransden
Little Gransden – wieś w Anglii, w hrabstwie Cambridgeshire, w dystrykcie South Cambridgeshire. Leży 19 km na zachód od miasta Cambridge i 75 km na północ od Londynu. W 2001 miejscowość liczyła 262 mieszkańców.